# Литература Фиджи
Литература Фиджи, несмотря на высокий уровень грамотности в стране, серьёзно уступает в развитии литературам соседних тихоокеанских государств. В письменной традиции литература в Фиджи развивается преимущественно на английском языке, также небольшую долю занимают хинди и фиджийский языки. В фиджийских деревнях сохраняется традиция устного повествования на фиджийском языке.
Традиционное повествование обычно связано с мифами и легендами фиджийцев, посвящено внутренней природе растений и животных. Эта фольклорная традиция является по-прежнему живой, хотя, за исключением небольшого количества переводов на английский язык, практически не имеет письменной фиксации.
Выступающий в качестве лингва франка между говорящими на фиджийском и хинди английский язык занимает главенствующее положение в складывающейся на Фиджи письменной литературной традиции, которая возникла в общем контексте развития литературы коренных народов тихоокеанских островов в конце 1960-х годов в тихоокеанском регионе в целом. Важным стимулом для развития литературы тихоокеанских островов стало основание в 1968 году в Суве Южнотихоокеанского университета. Первыми фиджийскими писателями стали в конце 1960-х — начале 1970-х прозаик Реймонд Пиллаи (англ. Raymond Pillai) и поэт Пио Маноа (англ. Pio Manoa).
В 1973 году в университете было основано Южнотихоокеанское общество искусств (англ. South Pacific Arts Society), которое начало публиковать стихи и короткие рассказы писателей тихоокеанских островов в журнале «Pacific Islands Monthly». В 1974 году общество основало издательство «Mana Publications», которое в 1976 году начало выпускать литературный журнал «Mana». Первые поэтические сборники Фиджи публиковались в этом журнале.
В дальнейшем на Фиджи появились также писатели Сатендра Нандан и Судеш Мишра, драматург Ларри Томас (англ. Larry Thomas). Наиболее значимыми современными литераторами являются Джозеф Вераму (англ. Joseph Veramu) и драматурги Джо Накола (англ. Jo Nacola) и Вильсони Херенико; последний также снял первый полнометражный фильм Фиджи.
На хинди пишут писатели Субрамани (англ. Subramani), Сатендра Нандан, Реймонд Пиллаи и Прем Банфаль (англ. Prem Banfal).
Одной из определяющих тем литературы на Фиджи является конфликт между коренными фиджийцами и индийцами, который на протяжении десятилетий неоднократно приводил к государственным переворотам в стране. Большая часть посвящённой переворотам литературы только описывает события, но не осмысливает их причины, однако, например, в книге «Традиция, религия и милитаризм на Фиджи» (англ. Tradition, Lotu & Militarism in Fiji) Винстон Халапуа пытается осмыслить роль общества, церкви и военной иерархии в современной истории страны. Также этой теме посвящён роман «Изменяя воображение» (англ. Altering Imagination) писателя Субрамани.
29 июля 2017 года был создан Союз писателей и художников Фиджи (англ. Association of Fiji Writers-Artists), который возглавил Субрамани.